# Patrimônio
Em direito, patrimônio(pt-BR) ou património(pt-PT?) são os bens, direitos e obrigações de valor econômico e pertencentes a uma pessoa ou empresa. Já em contabilidade, é a parte jurídica e material da azienda.
O patrimônio, como objeto científico da contabilidade, foi proposto pelos seguidores das correntes científicas do patrimonialismo e neopatrimonialismo.
O patrimônio constitui uma universalidade e é indivisível, não podendo ser desmembrado. Não se admite pluralidade de patrimônios na mesma pessoa, e isso porque, fundamentalmente, se fosse facultado a cada sujeito, a seu exclusivo critério, separar bens do patrimônio e, com eles, formar massas patrimoniais separadas que não possam ser visadas pelos seus credores em geral, seria possível desfalcar impunemente seu patrimônio.
Em direito, "bem" é, por vezes, um sinônimo de "patrimônio". O inventário seria o primeiro procedimento jurídico para se levantar o patrimônio de uma pessoa (o segundo seria o balanço patrimonial, para as pessoas jurídicas). Assim, no âmbito das pessoas físicas, patrimônio pode ser aquilo que foi deixado por alguém por herança.
Portanto, pode-se afirmar que existem vários sentidos para o termo "patrimônio": pode ser o conjunto de bens, direitos e obrigações de uma entidade; pode ser o conjunto de bens de uma entidade; ou pode ser o conjunto de bens de uma atividade, como no caso de património arquitetônico, patrimônio cultural

## Etimologia
"Património" vem do latim patrimoniu (patri, pai + monium, recebido). O termo está, historicamente, ligado ao conceito de herança.

## Teoria da afetação
A definição de afetação é: "encargo imposto a um certo bem, posto a serviço de um fim específico". Não importa a afetação na disposição do bem, e, portanto, na sua saída do patrimônio do sujeito, mas na sua imobilização em função de uma finalidade. Tendo sua fonte essencial na lei, pois não é ela possível senão quando imposta ou autorizada pelo direito positivo, aparece toda vez que certa massa de bens é sujeita a uma restrição em benefício de um fim específico.
Com a construção da teoria da afetação, uma corrente de juristas pretendeu atingir a doutrina tradicional da unidade do patrimônio, sustentando que aqueles bens constituem patrimônios de afetação distintos e separados. Enquanto a doutrina tradicional considera o patrimônio como uma relação subjetiva ("cada pessoa tem um patrimônio"), a teoria da afetação entende que existem bens a apresentar os patrimônios da pessoa (natural ou jurídica), objetivamente vinculados pela ideia de uma afetação a um fim determinado.